# Калина, Йозеф Ярослав
Йозеф Ярослав Калина (чеш. Josef Jaroslav Kalina; 9 ноября 1816, Хайда, — 22 июня 1847, Прага) — чешский поэт эпохи национального возрождения, естествоиспытатель, философ, переводчик и собиратель народной литературы.
Собрание его стихотворений «Básnické spisy z pozůstalosti» вышло в 1852 году под редакцией Франтишека Духи, приложившего к этому изданию биографию поэта. Стихотворения Калины пользовались большим успехом в своё время; особенно сильное впечатление произвела его баллада «Kšaft» (1842).
Многие сочинения Калины переведены на немецкий язык.